# Prix Pierre-Chany
Le Prix Pierre-Chany est un prix littéraire journalistique francophone récompensant chaque année depuis 1989 un article de presse consacré au cyclisme. Le prix tient son nom du journaliste Pierre Chany (1922-1996), considéré par ses pairs comme un des meilleurs professionnels du journalisme sportif.

## Histoire
Le prix est lancé lors de la première réunion du jury, le 22 mars 1990. Créé par le journaliste, écrivain et éditeur Christophe Penot, c'est  « un prix littéraire qui récompense chaque année le meilleur article de presse rédigé en langue française sur le sport cycliste par un journaliste professionnel ». 
Le millésime du prix concerne l'année antérieure à celle de son attribution. Le jury est présidé jusqu'en 1995 par Pierre Chany. Il regroupe des journalistes du cyclisme, le lauréat  de l'année précédente et un « invité d'honneur ». L'article primé est sélectionné parmi ceux que présentent les journalistes concourant au prix. Ainsi la première année (millésime 1989), cinquante et uns articles sont soumis au jury composé de Valérie Simonnet, championne cycliste et invitée d'honneur, Jean Amadou, Jacques Augendre, Pierre Chany, président du jury, Jean-François Contamine, Jean-Marie Leblanc, Jacques Marchand et Christophe Penot, organisateur.
D'autres journalistes rejoignent rapidement le jury : Michel Nicolini, rédacteur en chef de Miroir du cyclisme puis de Vélo Un, en 1992; Thierry Cazeneuve, organisateur du Critérium du Dauphiné et Henri Sannier, en 1994. En 1996, après la mort de Pierre Chany, Jacques Marchand devient, pour dix années le président du jury. Jean-Marie Leblanc lui succède en 2006. Le renouvellement se poursuit au fil des retraites des membres « historiques ». Gilles Comte, rédacteur en chef de Vélo Magazine y entre en 2004.
Les « invités d'honneur », renouvelés chaque année, sont des spécialistes du cyclisme pour la plupart. Parmi eux se trouvent :
- des anciens coureurs, Marc Madiot (1991), Bernard Hinault (1992), Charly Mottet (1997) ;
- des journalistes et écrivains du sport : Louis Nucéra (1995), Jacques Goddet (1996), Michel Clare (2000), Jean Durry (2001);
- des dessinateurs et peintres : Jacques Faizant (2002), Jean-Michel Linfort (2005), Roger Blachon (2006).

Deux personnalités politiques sont aussi invitées : Jacques Delors en 1999 et 2009, Philippe Séguin en 2003.
Pour la période 1989-2008, documentée par Christophe Penot, 570 articles ont été mis en compétition, soit en moyenne 28 articles par an. Sélection sévère : en trois occasions sont décernées une « mention spéciale du jury », à côté du prix lui-même. 

### Partenaires
Le prix est soutenu par un « sponsor », dont le premier est La Poste (une année). En 1991, la société « Publidis 63 » prend le relais. À partir de 2003 le soutien financier provient du groupe Cofidis, qui sous-nomme le prix en « Trophée Cofidis ».

## Liste des lauréats du Prix Pierre-Chany
Les lauréats sont, :
| Année | Prix    | Lauréat              | Article                                      | Journal            |
| ----- | ------- | -------------------- | -------------------------------------------- | ------------------ |
| 1989  | 1er     | Philippe Brunel      | Sur les chemins du hasard                    | L'Équipe           |
| 1990  | 2e      | Philippe Bordas      | Les six-jours disparus                       | L'Autre Journal    |
| 1991  | 3e      | Jean-Paul Brouchon   | On a retrouvé Michel Rousseau                | Miroir du cyclisme |
| 1992  | 4e      | Hervé Mathurin       | Un rayon de terroir                          | Sud Ouest          |
| 1993  | 5e      | Pierre Le Bars       | Le cycle Hamar                               | Le Télégramme      |
| 1994  | 6e      | Philippe Brunel      | Jacques et Janine                            | L'Équipe magazine  |
| 1995  | 7e      | Gilles Comte         | Faux flandrien, vrai gentleman               | Vélo Magazine      |
| 1996  | 8e      | Benoît Heimermann    | Cyrille Guimard, quand la roue tourne        | L'Équipe magazine  |
| 1997  | 9e      | Jean-Emmanuel Ducoin | Pascal Lance, neuf ans ordinaires du peloton | L'Humanité         |
| 1998  | 10e     | Jean-Michel Rouet    | Briseurs de rêve                             | L'Équipe           |
| 1999  | 11e     | Yves Perret          | Armstrong, ce héros                          | Le Dauphiné        |
| 2000  | 12e     | Gilles Comte         | Ce que novembre nous a appris                | Vélo Magazine      |
| 2001  | 13e     | Christine Thomas     | Laiseka de Guernica                          | L'Équipe           |
| 2002  | 14e     | François Simon       | Monsieur Albert a remis l'enfer à l'endroit  | Ouest-France       |
| 2003  | 15e     | Philippe Bouvet      | Comme deux titans                            | L'Équipe           |
| 2004  | 16e     | Yves Perret          | Col du Galibier. La magie sur deux roues     | Alpes Magazine     |
| 2005  | 17e     | Jean-Paul Vespini    | Cunego, top model du Pro tour                | Vélo Magazine      |
| 2006  | 18e     | Jérémie Arbona       | Décroché volontaire                          | L'Équipe           |
| 2007  | 19e     | Philippe Bouvet      | Sur le champ de bataille                     | L'Équipe           |
| 2008  | 20e     | Gilles Le Roc'h      | Le père du Tro Bro Leon                      | Vélo Magazine      |
| 2009  | 21e     | François Simon       | Marie Lou croque la vie par les deux roues   | Ouest-France       |
| 2010  | 22e     | Philippe Brunel      | (article sur le Tour de Lombardie)           | L'Équipe magazine  |
| 2011  | 23e     | Myriam Alizon        | Tonnerre de Paris-Brest                      | L'Équipe           |
| 2012  | 24e     | Jean-Luc Gatellier   | Une vie de bohème                            | L'Équipe           |
| 2013  | 25e     | Gérard Ejnès         | Bon cent de bon cent                         | L'Équipe           |
| 2014  | 26e     | Jean-Luc Gatellier   | Jean-Christophe Péraud lunaire et pluriel    | L'Équipe           |
| 2015  | 27e     | Clément Guillou      | Gilles Delion le champion inachevé           | Le Monde           |
| 2016  | 28e     | Matthieu Lambert     | Chroniques du Grand Colombier                | Vélo Magazine      |
| 2017  | 29e (?) | Philippe Brunel      | Guillaume Martin, le petit Platon du peloton | L'Équipe           |

### Les«Mentions spéciales du jury»
| Année | Lauréat            | Article                  | Journal                       |
| ----- | ------------------ | ------------------------ | ----------------------------- |
| 1992  | Claude Droussent   | Duclos, le chef-d'œuvre  | L'Équipe                      |
| 1995  | Roger Bastide      | La chèvre de M. Seringue | Vélo Magazine                 |
| 2001  | Christian Maillard | Ne me pique pas ...      | Le Matin de Lausanne (Suisse) |

## Sources
- Christophe Penot, Le Prix Pierre-Chany. Vingt années d'aventures cyclistes et d'histoire de la presse, éditions Cristel, Saint-Malo, 2010,  (ISBN 978-2-84421-074-6), 160 p. (préface Jean-Marie Leblanc).